# Christianisme en Turquie

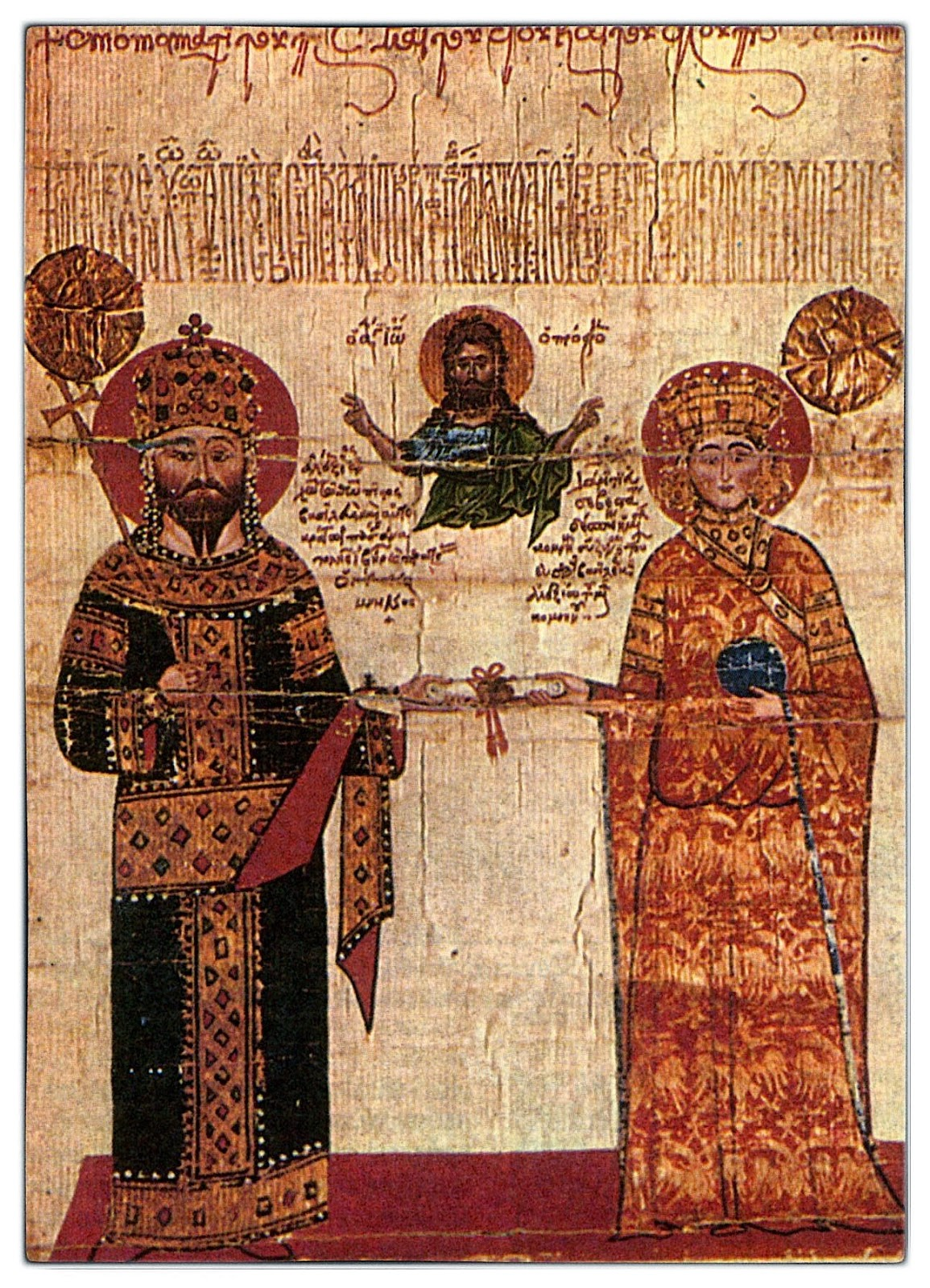
Alexis III de Trébizonde (1338-1390) et sa femme Théodora Cantacuzène, d'après le chrysobulle donné par l'empereur au monastère de Dionysiou (au Mont Athos).

Le nombre réel des chrétiens de Turquie est très difficile à évaluer, pour plusieurs raisons, notamment parce qu’il n’existe pas de statistiques officielles sur le sujet en Turquie, État laïc. Une autre raison est que les statistiques disponibles ne sont pas fiables : les étrangers ne sont pas recensés pour une grande partie d’entre eux, notamment pour les réfugiés ; de nombreuses communautés chrétiennes sont disséminées dans l’immensité du pays et préfèrent vivre discrètement à l'abri du principe de laïcité. Ainsi, même une communauté aussi importante que celle des Arméniens, ne peut recenser ses « ouailles » qui vivent éparpillées sur le territoire. On se contente généralement d’une estimation.
Le nombre des chrétiens en Turquie ne dépasserait pas à ce jour quatre cent mille personnes, bien que la plus grande ville du pays, Istanbul, soit le siège de deux patriarcats anciens et prestigieux : celui des Grecs et celui des Arméniens. Les Arméniens constituent la plus grande communauté chrétienne du pays (environ 60 000, dont 45 000 vivent à Istanbul, les autres surtout à Antakya et Kayseri), répartie en trois communautés : apostoliques (57 000), catholiques (3 000) et protestants (500). On peut également citer les Syriaques (dont 20 000 orthodoxes disséminés dans le sud-est et 2 000 catholiques à Istanbul et Mardin), les catholiques latins (5 000 concentrés à Istanbul et Izmir avec de petites communautés à Bursa, Konya, Mersin, Tarsus, Antakya, Iskenderun, Samsun, Trabzon), les Orthodoxes grecs (3 000 à Istanbul, Gökçeada, Bozcaada et Antakya), les orthodoxes russes qui sont estimés à 15 000 , et les « nouveaux » protestants, d'obédience évangélique, estimés au nombre de 5 000. En 2017, la situation est décrite comme difficile pour les chrétiens en Turquie.

## Histoire

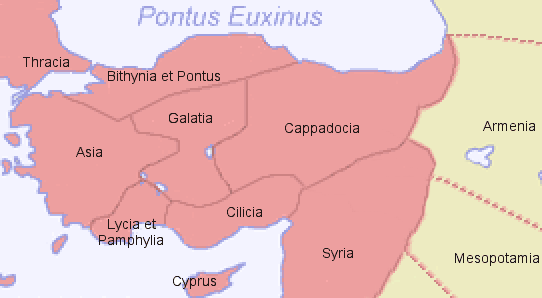
Provinces romaines vers 250
Thèmes en Asie Mineure vers 650
Thèmes en Asie Mineure vers 950
Empire byzantin en 1000-1020
Themata de l'Empire byzantin à la mort de Basile II en 1025

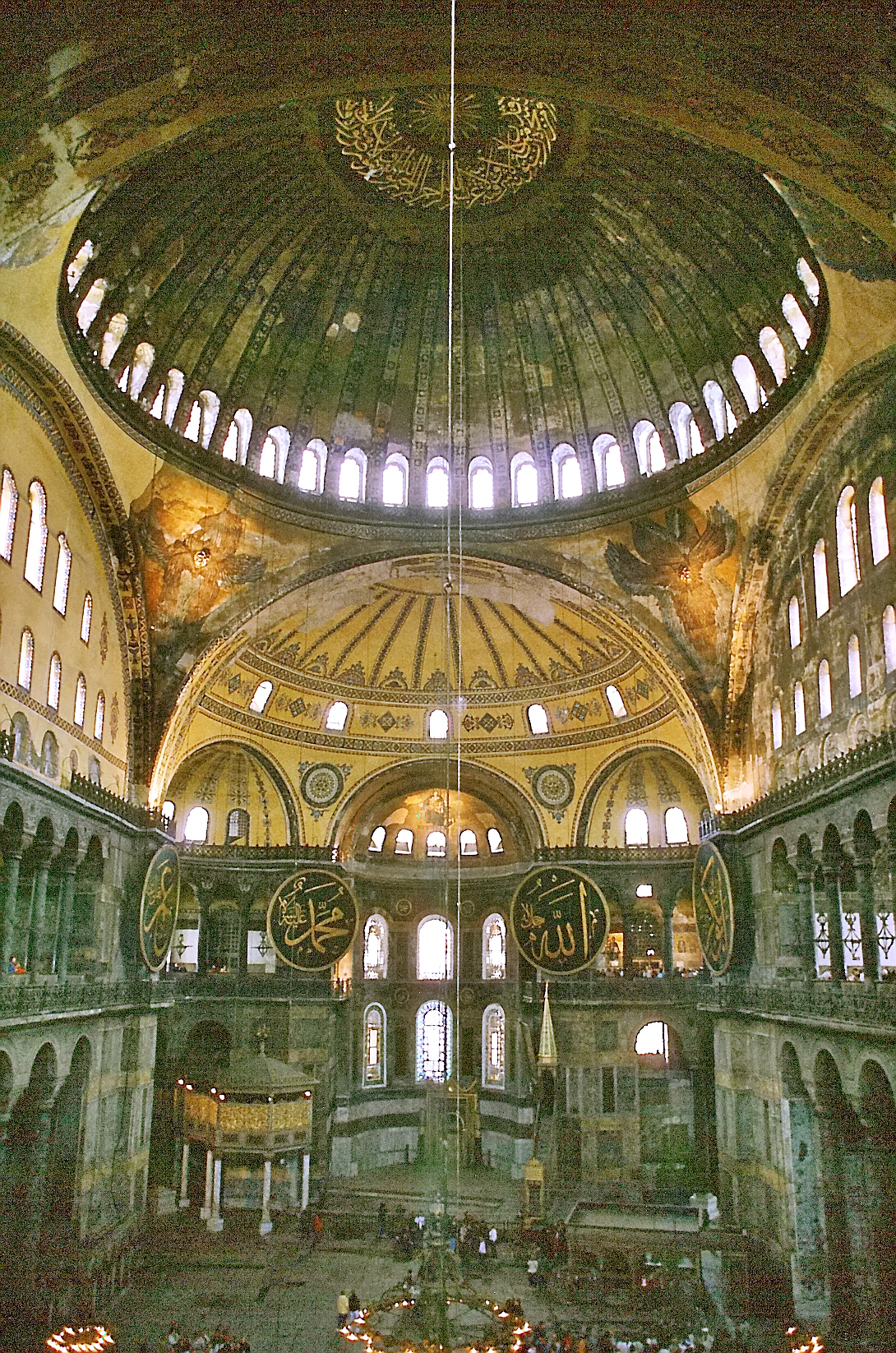
Intérieur de Sainte-Sophie (Constantinople). La coupole, datant du VIe siècle culmine à 55 mètres au-dessus du sol.

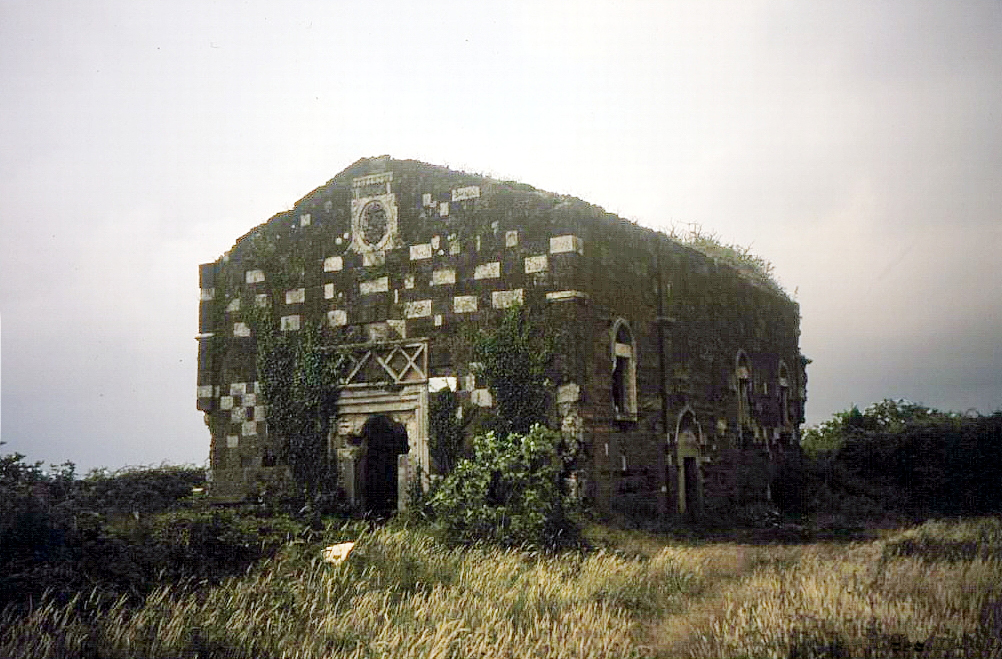
Église grecque orthodoxe de Perşembe (Ordu),.

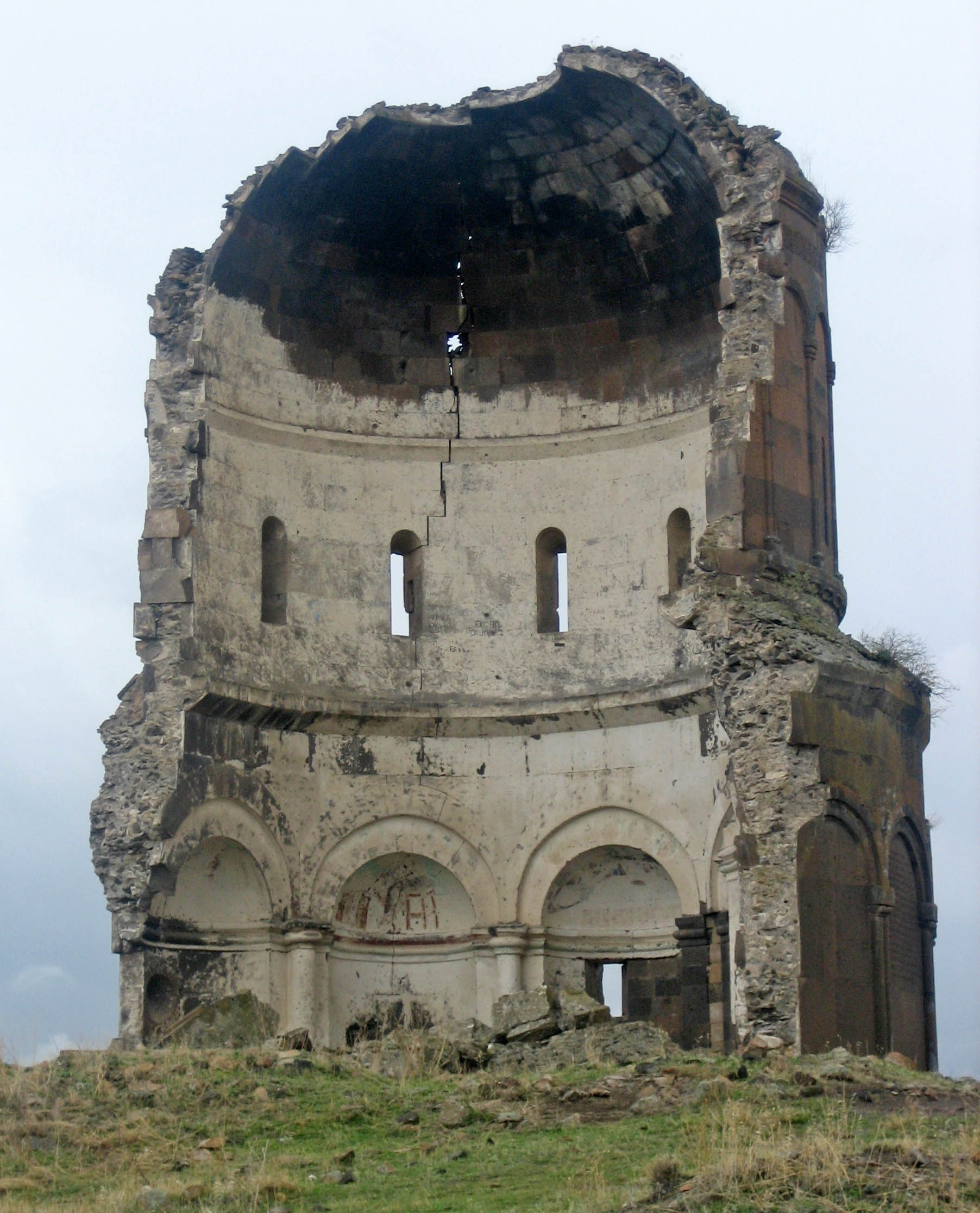
Église du Saint-Sauveur d'Ani (Turquie, frontière arménienne).

L'Anatolie (Asie Mineure) est l'un des berceaux du christianisme. Selon les Actes des Apôtres, c'est à Antioche que les disciples reçurent pour la première fois le nom de chrétiens. Saint Paul est originaire de Tarse (Cilicie) et il a beaucoup voyagé beaucoup en Asie Mineure : Antakya, Konya, Ankara (capitale des Galates), Éphèse. Cette dernière ville est attachée à la mémoire de saint Jean. Selon la tradition, la Vierge Marie passa ses dernières années près d'Éphèse, à Selçuk. La grotte des Sept Dormants d'Éphèse se situe près d'Éphèse comme son nom l'indique. Les Sept Églises d'Asie ou Sept Églises de l'Apocalypse sont sept communautés diocésaines mentionnées dans le livre de l'Apocalypse dans le Nouveau Testament (les sièges épiscopaux étaient situés en Asie Mineure (Anatolie), aujourd'hui en Turquie). Saint Nicolas, né à Patara et mort à Myre, était originaire de la région de Lycie en Anatolie. 
Les sept conciles œcuméniques (Nicée I, Constantinople I, Éphèse, Chalcédoine, Constantinople II, Constantinople III, Nicée II) se rassemblèrent en Turquie actuelle (à Nicée, Constantinople, Éphèse, Chalcédoine). 
Deux des cinq Églises de la Pentarchie (Église de Constantinople et d'Antioche) sont dans l'actuelle Turquie. On trouve des vestiges du christianisme primitif (en Cappadoce) et médiévaux (dans la région de Trabzon).
En Anatolie, par centaines ou par millers, des édifices religieux chrétiens, de tout type (églises, monastères, ermitages, etc.), de toute tendance (catholique, orthodoxe, arménienne, syriaque, hétérodoxe, etc.), à (presque) toute époque, ont été construits, utilisés, grâce à l'existence de l'Empire romain puis de l'Empire byzantin (et du royaume arménien de Cilicie, de l'empire de Nicée et de l'empire de Trébizonde), et souvent détruits ou abandonnés, en raison des dissensions des peuples d'Anatolie, des conséquences des incursions étrangères (Goths, Perses sassanides, croisades, etc.), de l'expansion de l'islam, de l'avancée des peuples turcs (Empire seldjoukide, époque des beylicats, sultanat de Roum, Empire ottoman). Les persécutions ont été nombreuses, à toute époque, contre les croyants à statut de dhimmi, grecs, assyriens, arméniens. Des minorités des populations chrétiennes ont pu survivre par exemple dans des villes souterraines ou des écarts. 
À Constantinople, les chrétiens représentaient 40 % de la population au XVIe siècle et au tout début du XXe siècle, encore plus de 20 %.
À la fin du XIXe siècle, des minorités commencent à se révolter contre leur statut de seconde classe, et sont sévèrement réprimées par l'Empire ottoman. De 1894 à 1896, les massacres font entre 100 000 et 300 000 victimes parmi les Arméniens et les Assyriens. Le génocide arménien de 1915 (entre 700 000 et 1,5 million de morts), celui des Assyriens (entre 300 000 et 700 000 morts) et les massacres des Grecs pontiques (300 000 morts) diminuent considérablement la population chrétienne.
La détérioration des relations gréco-turques provoque de nouvelles vagues d’expulsions en 1955 et 1964.
On peut cependant observer « le retour du religieux dans les vestiges cultuels orthodoxes d’Anatolie : excursions identitaires et tourisme religieux ».

## Communautés chrétiennes

### Les Églises de théologie et de rite byzantins
- Église orthodoxe de Constantinople :

Istanbul (Constantinople) est le siège d'une des plus anciennes Églises orthodoxes (dites des sept conciles). L'Église autocéphale de Constantinople occupe même le premier rang (honorifique) parmi les Églises orthodoxes. Elle dessert la communauté orthodoxe locale de langue et de culture grecques mais également les autres communautés orthodoxes présentes (bulgares, roumains, russes, turques arabophones, géorgiennes, serbes, albanaises, ukrainiennes, monténégrines, macédoniennes, etc.).
La population orthodoxe grecque est estimée à 3 000.
- Église orthodoxe d'Antioche :

La province de Hatay avec la ville d'Antioche ne fait pas partie du territoire canonique de l'Église orthodoxe de Constantinople mais de celui de l'Église d'Antioche (melkite). La grande majorité des orthodoxes locaux sont arabophones. On estime entre 10 000 et 15 000 le nombre des fidèles arabophones dans l'ensemble de la Turquie.[réf. nécessaire]
- Église orthodoxe turque :

L'Église orthodoxe turque est née de la volonté de créer une Église nationale turque en 1924. Elle ne compte que quelques centaines de fidèles.

### Églises arméniennes

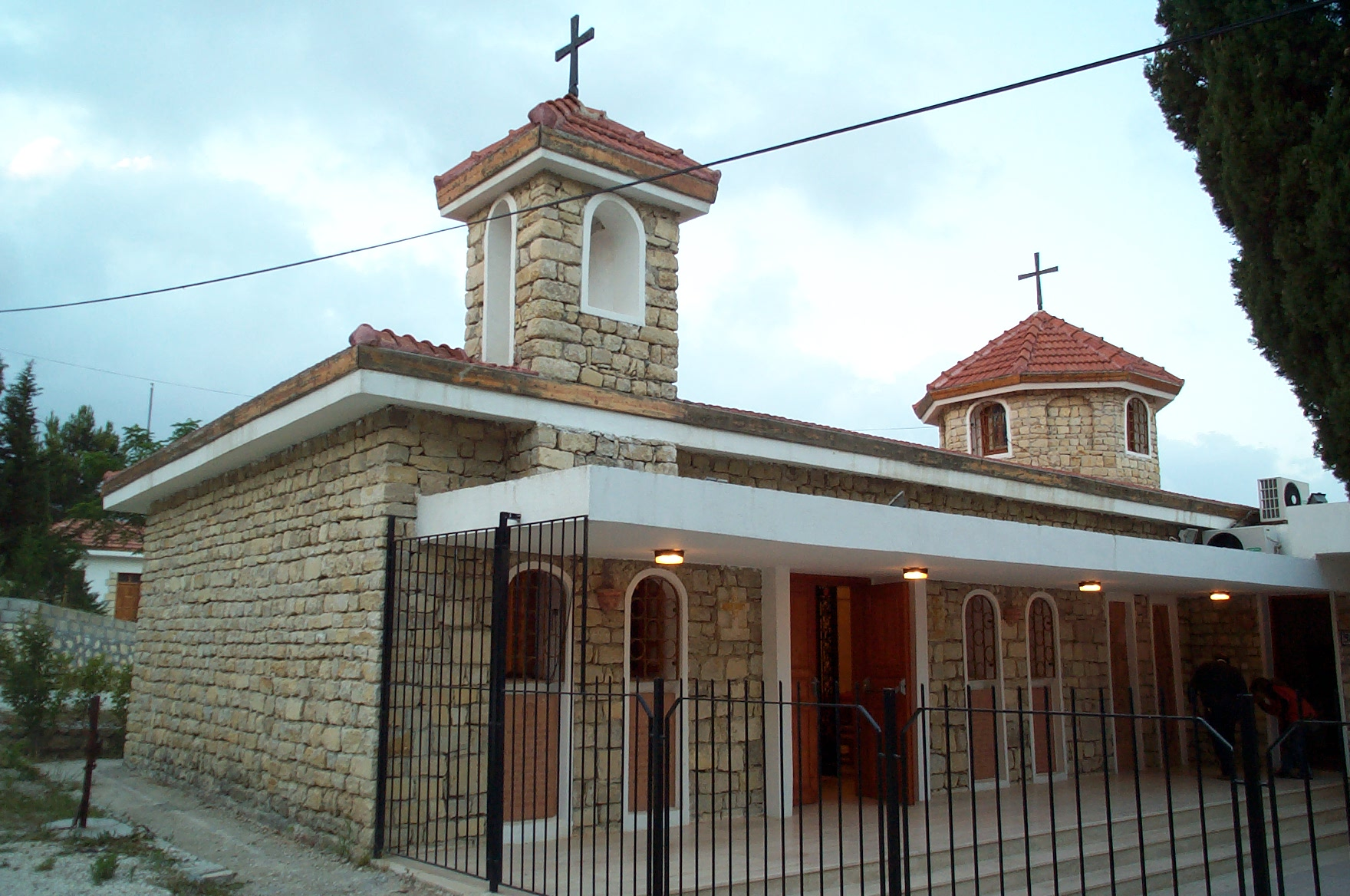
Église apostolique arménienne de Vakif.

- Église apostolique arménienne (Patriarcat arménien de Constantinople) :

38 églises à Istanbul et sa banlieue, autres églises à Kayseri, Diyarbakır, Derik, İskenderun, Vakifli Koyu et Kirikhan.
La population apostolique arménienne est estimée a 57 000.

#### Église de rite arménien
- Église catholique arménienne :

Seize églises à Istanbul et sa banlieue, dont la cathédrale Ste Marie à Péra (Beyoğlu).
La population catholique arménienne est estimée à 4 700.

#### Église issue de la Réforme protestante
- Église évangélique arménienne :

Cinq temples à Istanbul (Kartal, Tepebaşı, Sultanhamam, Beyazıt, Maltepe).
La population évangélique arménienne est estimée à 500.

### Les Églises de théologie et rite syriaques

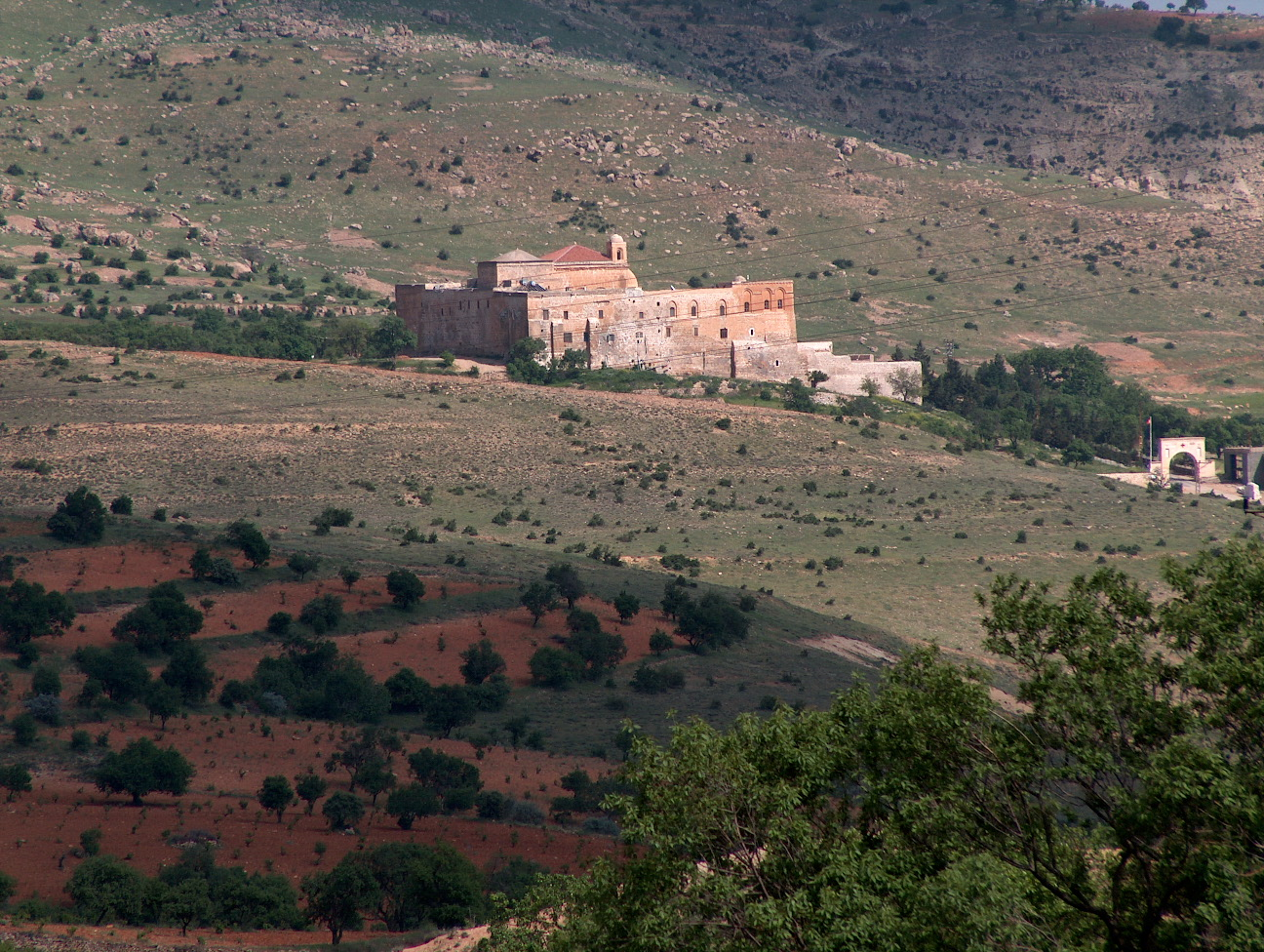
Monastère Mor Hananyo, près de la ville de Mardin, ancien siège de l'Église syriaque orthodoxe.

- Église syriaque orthodoxe : voir Église des trois conciles. La population syriaque orthodoxe est estimée à 12 000.
- Église apostolique assyrienne de l'Orient : voir  Église des deux conciles.

### L'Église catholique
- Église catholique syriaque :

Voir Églises catholiques orientales
La population catholique syriaque est estimée a 2 000.
- Église catholique chaldéenne :

Voir Églises catholiques orientales
L'Église catholique en Turquie compte six diocèses, trois de l'Église latine, un de l'Église chaldéenne, un de l'Église catholique arménienne et un de rite byzantin (vacant) :
- Vicariat apostolique d'Istanbul
- Vicariat apostolique d'Anatolie
- Archidiocèse d'Izmir
- Archiéparchie d'İstanbul (arménien)
- Archiéparchie de Diyarbakır (chaldéen)
- Vicariat apostolique d'İstanbul (byzantin)

La population de rite latin est estimée à 5 000.

### L'Église des Moloques
Les Moloques ou Moloquans sont des orthodoxes dissidents vivant dans le Nord-Est de la Turquie à Kars (une seule famille). Ils sont de langue russe et ne se rattachent pas à l’Église orthodoxe de Constantinople, ni à celle de Russie.

### L'Église anglicane
L'Église anglicane est surtout présente dans les grandes villes (Istanbul, Izmir, Ankara, Antalya, Mersin). On compte trois temples à Istanbul (temple de Crimée, temple St. Helen, temple All Saints). Les membres de cette communauté sont traditionnellement des Levantins (surtout à Izmir) ou des Turcs convertis. Le premier pasteur d'origine turque est nommé en 2007. Depuis les années 1990 cependant, la plupart des Anglicans de Turquie appartiennent à des communautés étrangères, particulièrement asiatiques (Philippins, Coréens, Chinois, Japonais).

### Églises issues de la Réforme protestante
- Églises évangéliques luthériennes
- Église calviniste
- Église presbytérienne

L'Église réformée est présente depuis 1638 à Istanbul (calviniste). Les Églises protestantes sont présentes dans tout le pays, y compris dans des zones reculées à l'Est de la Turquie (Caucase, Haute Mésopotamie). Les différents mouvements évangéliques connaissent un réel succès depuis les années 1980, et c’est de loin dans ces mouvements, que l’on enregistre le plus de conversion, surtout de la part de musulmans[réf. nécessaire]. De nouveaux temples s'élèvent continuellement dans les principales villes du pays : Istanbul, Izmir, Mersin, Diyarbakır, Antioche, Ankara, Brousse, Edirne. Certaines missions protestantes sont très actives, notamment la mission évangélique coréenne d’Antioche. 
À Istanbul, on trouve des temples, parfois résumés à de simples auditoriums, dans tous les quartiers de la métropole.

## Situation actuelle
En théorie, la Turquie, à travers le Traité de Lausanne de 1923, reconnaît les droits civils, politiques et culturels des minorités non musulmanes. En pratique, la Turquie ne reconnaît que les minorités religieuses grecques, arméniennes et israélites sans pour autant leur accorder tous les droits cités dans le Traité de Lausanne.
La Diyanet İşleri Başkanlığı (Présidence des affaires religieuses), active depuis 1924, a vu ses pouvoirs renforcés vers 2005.
Les musulmans alevi-bektachis et câferî, les catholiques latins et les protestants ne font l'objet d'aucune reconnaissance officielle.
La conversion en mosquée de Sainte-Sophie (Constantinople) en 2020 est le point fort d'un durcissement dogmatique de l'État turc.
| Culte                                                                         | Population estimée           | Mesures d'expropriation | Reconnaissance officielle dans la Constitution ou à travers les traités internationaux}                    | Financement des lieux de culte et du personnel religieux par l'État |
| ----------------------------------------------------------------------------- | ---------------------------- | ----------------------- | --- | ------------------------------------------------------------------- |
| Islam - Sunnite                                                               | 70 à 85 % (52 à 64 millions) | Non                     | Oui, à travers le Diyanet cité dans la Constitution (art.136)                                              | Oui, à travers le Diyanet                                           |
| Islam Alevi-Bektachi                                                          | 15 à 25 % (11 à 19 millions) | Oui                     | Non. En 1826 : abolition du corps des Janissaires et fermeture des tekke (couvents de derviches) bektachis | Non                                                                 |
| Islam - Câferî                                                                | 500 000                      |                         | Non | Non                                                                 |
| Judaïsme                                                                      | 20 000                       | Oui                     | Oui, à travers le Traité de Lausanne en 1923                                                               | Non                                                                 |
| Chrétien - Protestant                                                         | 5 000                        |                         | Non | Non                                                                 |
| Chrétien - Catholiques Latins                                                 |                              |                         | Non | Non                                                                 |
| Chrétien - Catholiques Grecque                                                |                              | Oui                     | Oui, à travers le Traité de Lausanne en 1923                                                               | Non                                                                 |
| Chrétien - Orthodoxe - Grec (Patriarcat œcuménique de Constantinople)         |                              | Oui                     | Oui, à travers le Traité de Lausanne en 1923                                                               | Non                                                                 |
| Chrétien - Orthodoxe - Arménien (Patriarcat arménien de Constantinople)       | 57 000                       | Oui                     | Oui, à travers le Traité de Lausanne en 1923                                                               | Non                                                                 |
| Chrétien - Catholiques Chaldéens (Arménien)                                   | 3 000                        | Oui                     | Oui, à travers le Traité de Lausanne en 1923                                                               | Non                                                                 |
| Chrétien - Églises de théologie et rite Syriaques (orthodoxes et catholiques) | 15 000                       | Oui                     | Non | Non                                                                 |
| Yézidisme                                                                     | 377                          |                         | Non | Non                                                                 |

### Filmographie
- Robert Alaux, Les Derniers Assyriens, Lieurac Productions, Paris, 2003, film documentaire de 53 minutes sur les Églises de rites syriaques.